# 棘刀海龍
棘刀海龍（学名：Solegnathus spinosissimus），為輻鰭魚綱棘背魚目海龍魚科的其中一種，分布於西南太平洋的南澳大利亞及紐西蘭海域，棲息深度114-230公尺，體長可達49公分。